# Metrópolis II
Metrópolis II es una localidad del estado mexicano de Michoacán. Es parte del municipio de Tarímbaro.

## Demografía
| Censo | Población |
| ----- | --------- |
| 2010  | 5973      |
| 2020  | 9127      |